# UCI Asia Tour 2008
Navigation
Édition précédente Édition suivante
L'UCI Asia Tour 2008 est la quatrième édition de l'UCI Asia Tour, l'un des cinq circuits continentaux de cyclisme de l'Union cycliste internationale. Il est composé de 26 compétitions, organisées du 28 octobre 2007 au 15 septembre 2008 en Asie.

## Calendrier des épreuves

### Octobre 2007
| Date | Course    | Pays  | Classe | Vainqueur    | Équipe               |
| ---- | --------- | ----- | ------ | ------------ | -------------------- |
| 28.  | Japan Cup | Japon | 1.1    | Manuele Mori | Saunier Duval-Prodir |

### Novembre 2007
| Date   | Course          | Pays  | Classe | Vainqueur        | Équipe             |
| ------ | --------------- | ----- | ------ | ---------------- | ------------------ |
| 3.-10. | Tour de Hainan  | Chine | 2.1    | Robert Radosz    | Intel-Action       |
| 11.    | Tour de Okinawa | Japon | 1.2    | Takashi Miyazawa | Nippo-Meitan Hompo |

### Décembre 2007
| Date    | Course                              | Pays      | Classe | Vainqueur     | Équipe                |
| ------- | ----------------------------------- | --------- | ------ | ------------- | --------------------- |
| 16.-21. | Tour de Thaïlande                   | Thaïlande | 2.2    | Ahad Kazemi   | Tabriz Petrochemical  |
| 23.-30. | Tour de la mer de Chine méridionale | Hong Kong | 2.2    | Wang Yip Tang | Hong Kong Pro Cycling |

### Janvier
| Date   | Course                     | Pays                | Classe | Vainqueur      | Équipe                |
| ------ | -------------------------- | ------------------- | ------ | -------------- | --------------------- |
| 7.-13. | Jelajah Malaysia           | Malaisie            | 2.2    | Tonton Susanto | LeTua                 |
| 26.    | H. H. Vice-President's Cup | Émirats arabes unis | 1.2    | Badr Mirza     | Doha                  |
| 27.-1. | Tour du Qatar              | Qatar               | 1.2    | Tom Boonen     | Quick Step-Innergetic |

### Février
| Date    | Course             | Pays                | Classe | Vainqueur      | Équipe                       |
| ------- | ------------------ | ------------------- | ------ | -------------- | ---------------------------- |
| 9.-17.  | Tour de Langkawi   | Malaisie            | 2.HC   | Ruslan Ivanov  | Serramenti PVC Diquigiovanni |
| 21.-24. | Umm Al Quwain Race | Émirats arabes unis | 2.2    | Hossein Askari | Tabriz Petrochemical         |

### Mars
| Date   | Course         | Pays   | Classe | Vainqueur       | Équipe               |
| ------ | -------------- | ------ | ------ | --------------- | -------------------- |
| 2.-7.  | Taftan Tour    | Iran   | 2.2    | Hossein Nateghi | Tabriz Petrochemical |
| 9.-16. | Tour de Taïwan | Taïwan | 2.2    | John Murphy     | Health Net-Maxxis    |

### Avril
| Date  | Course                                 | Pays      | Classe | Vainqueur      | Équipe               |
| ----- | -------------------------------------- | --------- | ------ | -------------- | -------------------- |
| 2.-6. | Tour de Java oriental                  | Indonésie | 2.2    | Ghader Mizbani | Tabriz Petrochemical |
| 15.   | Championnat d'Asie du contre-la-montre | Japon     | CC     | Eugen Wacker   | Kirghizistan         |
| 17.   | Championnat d'Asie sur route           | Japon     | CC     | Fumiyuki Beppu | Japon                |

### Mai
| Date    | Course                 | Pays  | Classe | Vainqueur        | Équipe                 |
| ------- | ---------------------- | ----- | ------ | ---------------- | ---------------------- |
| 9.-11.  | Tour de Kumano         | Japon | 2.2    | Miyataka Shimizu | Nippo-Meitan Hompo     |
| 9.-13.  | Président Tour of Iran | Iran  | 2.2    | Ahad Kazemi      | Tabriz Petrochemical   |
| 18.-25. | Tour du Japon          | Japon | 2.2    | Cameron Meyer    | Southaustralia.com-AIS |
| 21.-29. | Tour d'Azerbaïdjan     | Iran  | 2.2    | Hossein Askari   | Tabriz Petrochemical   |

### Juin
| Date   | Course              | Pays         | Classe | Vainqueur         | Équipe      |
| ------ | ------------------- | ------------ | ------ | ----------------- | ----------- |
| 21.-4. | Tour de Corée-Japon | Corée du Sud | 2.2    | Sergueï Lagoutine | Ouzbékistan |

### Juillet
| Date    | Course                  | Pays     | Classe | Vainqueur       | Équipe                  |
| ------- | ----------------------- | -------- | ------ | --------------- | ----------------------- |
| 11.-20. | Tour du lac Qinghai     | Chine    | 2.HC   | Tyler Hamilton  | Rock Racing             |
| 13.-22. | Way to Pekin            | Russie   | 2.2    | Sergey Firsanov | Rietumu Bank-Riga       |
| 19.-20. | Governor of Malacca Cup | Malaisie | 2.2    | Mahdi Sohrabi   | Islamic Azad Univercity |
| 23.-25. | Tour of Negri Sembilan  | Malaisie | 2.2    | Vadim Shaehov   |                         |

### Septembre
| Date    | Course            | Pays      | Classe | Vainqueur        | Équipe             |
| ------- | ----------------- | --------- | ------ | ---------------- | ------------------ |
| 1.-6.   | Tour de Thaïlande | Thaïlande | 2.2    | Alex Coutts      | Giant Asia Racing  |
| 11.-15. | Tour de Hokkaido  | Japon     | 2.2    | Takashi Miyazawa | Nippo-Meitan Hompo |

### Épreuves annulées
| Date        | Course                       | Pays      | Classe | Cause |
| ----------- | ---------------------------- | --------- | ------ | ----- |
| 12-13 avril | Petaling Jaya City Criterium | Malaisie  | 2.2    |       |
| 20-27 avril | Tour de Hong Kong Shanghai   | Hong Kong | 2.2    |       |
| 18-25 juin  | Tour d'Indonésie             | Indonésie | 2.2    |       |

## Classements finals
| #   | Coureur           | Pays        | Pts    |
| 01. | Hossein Askari    | Iran        | 240,66 |
| 02. | Ghader Mizbani    | Iran        | 205,66 |
| 03. | Hossein Nateghi*  | Iran        | 204    |
| 04. | Mahdi Sohrabi     | Iran        | 195    |
| 05. | Takashi Miyazawa  | Japon       | 192    |
| 06. | Ahad Kazemi       | Iran        | 175,66 |
| 07. | Robert Radosz     | Pologne     | 163    |
| 08. | Tyler Hamilton    | États-Unis  | 154    |
| 09. | Taiji Nishitani   | Japon       | 132    |
| 10. | Sergueï Lagoutine | Ouzbékistan | 131    |

| #    | Équipe                       | Pays           | Pts    |
| 01.  | Tabriz Petrochemical         | Iran           | 909,64 |
| 02.  | Meitan Hompo-GDR             | Japon          | 545    |
| 03.  | Skil-Shimano                 | Pays-Bas       | 338,6  |
| 04.  | LeTua                        | Malaisie       | 279    |
| 05.  | Trek-Marco Polo              | Chine          | 278    |
| 06.  | Serramenti PVC Diquigiovanni | Venezuela      | 273    |
| 07.  | Giant Asia Racing            | Taipei chinois | 252    |
| 08.  | Aisan Racing Team            | Japon          | 242    |
| 09.  | Rock Racing                  | États-Unis     | 204    |
| 010. | Katyusha                     | Russie         | 182    |

### Classements par nations
| #   | Pays                | Pts     |
| 1.  | Japon               | 1181,2  |
| 2.  | Iran                | 1160,98 |
| 3.  | Ouzbékistan         | 502,66  |
| 4.  | Kazakhstan          | 401,66  |
| 5.  | Chine               | 296     |
| 6.  | Malaisie            | 269     |
| 7.  | Indonésie           | 260     |
| 8.  | Émirats arabes unis | 248     |
| 9.  | Kirghizistan        | 172     |
| 10. | Mongolie            | 157     |
| 11. | Hong Kong           | 138     |
| 12. | Corée du Sud        | 137     |
| 12. | Liban               | 137     |
| 14. | Syrie               | 114     |
| 15. | Thaïlande           | 70      |
| 16. | Philippines         | 20      |
| 17. | Taipei chinois      | 12      |
| 18. | Qatar               | 10      |
| 19. | Viêt Nam            | 2       |

| #   | Pays (U23)          | Pts |
| 1.  | Iran                | 386 |
| 2.  | Malaisie            | 233 |
| 3.  | Ouzbékistan         | 186 |
| 4.  | Émirats arabes unis | 106 |
| 5.  | Corée du Sud        | 62  |
| 6.  | Kazakhstan          | 48  |
| 7.  | Japon               | 27  |
| 8.  | Indonésie           | 22  |
| 9.  | Mongolie            | 19  |
| 10. | Liban               | 16  |
| 11. | Philippines         | 15  |
| 12. | Hong Kong           | 12  |
| 13. | Chine               | 11  |
| 14. | Kirghizistan        | 10  |
| 15. | Thaïlande           | 8   |
| 16. | Viêt Nam            | 2   |